# 読売ジャイアンツの主催試合の中継
この項目では、日本のプロ野球球団読売ジャイアンツの主催試合（よみうり-のしゅさいしあい）ならびに、読売ジャイアンツと対戦する球団主催の試合の中継（ちゅうけい）放送について解説する。なお、ラジオによる中継放送についてはラジオ日本ジャイアンツナイターの項目を参照。

## 概要
日本プロ野球の開催試合の中継放送については統括組織ではなく、加盟する各球団が権利を有しており、放送局は各球団から放送権を購入して中継を行っている。
現在は、主に以下の3パターンが存在する。
1. 資本的につながりが深い放送局に優先して中継させる。読売・中日の新聞系球団が該当。
2. 中継映像制作の部分までを球団で留保する。横浜DeNAベイスターズ（地上波全国放送には当てはまらない）やパシフィック・リーグの球団が収益安定策として採用。
3. 地域のメディアに平等に開放。北海道日本ハムファイターズ・東北楽天ゴールデンイーグルス・阪神タイガース・広島東洋カープ・福岡ソフトバンクホークスといった、「地域密着」を売りとした球団によくみられる（また、パシフィックリーグはCS放送や一部地上波放送の映像制作を球団が行っている）。

ジャイアンツ戦の場合は、長年、主催試合のテレビ中継は読売系の日本テレビによる独占が続き（但し1959年6月25日の天覧試合・阪神タイガース戦だけ総合テレビが並列で中継。また1970年代後期の地方開催オープン戦では東京12チャンネル〈現：テレビ東京〉が中継した事例がある）、全国の系列局へネットされていたことから、全国に多数の巨人ファンを獲得した。ビジターとなる対戦球団主催の試合は、上記ルールが適用され、日本テレビでの放送は阪神・広島・日本ハムなど系列局が権利を持つ試合をわずかに放送する程度となっている（この場合、読売テレビ主導の制作となる阪神主催を除き、日本テレビ主導で制作するが、名目上は地元局を製作著作とすることがある）。
特に、中日・DeNA・ヤクルト主催試合については、日本テレビは放映権を持っていないため一切放送されていない。
ヤクルトについては、国鉄スワローズ時代かつ後楽園球場を使用していた時代は同球場開催分の独占放映権を持っていたが、神宮球場への移転後は、サンケイスワローズ時代の1965年10月14日に、巨人の優勝決定がかかる試合を中継予定に組み雨天中止になった事例のように、優先権が日本テレビから移動したフジテレビや、他カードと交換して放送権を購入していた東京放送（TBSテレビ）・日本教育テレビ（現：テレビ朝日）・東京12チャンネル・NHK総合テレビでも中継できない場合や、開催球場が後楽園球場となった1978年の日本シリーズ第2戦などの例外的な放送のみだった。
DeNAについては、前身である大洋の川崎球場本拠地時代に1974年まで、優先権を持っていた東京放送から権利を購入する形でわずかながら放送していた。
中日についても、中部日本放送と東海テレビが日本テレビと個別のネット関係を持っていた頃は放送されていた。
2013年以降は系列局の読売テレビがヤクルト・DeNA主催の阪神戦を、札幌テレビがDeNA主催の日本ハム戦を、中京テレビがヤクルト・DeNA主催の中日戦を、広島テレビがヤクルト・DeNA主催の広島戦を放送した実績があるため、該当2球団主催の巨人戦については日本テレビ／BS日テレもフジテレビ／BSフジ・TBSテレビ／BS-TBSでの地上波および傘下無料BSでの放送がない試合を個別で購入することが可能になっているとみられるが、実施には至っていない（オープン戦は2011年に系列CS放送の日テレG+（現：日テレジータス）で横浜主催の巨人戦を放送している）。

## テレビ中継関連

### 主催試合のテレビ中継
日本テレビが中継する試合は、放送時間が編成に左右されることが多く、読売新聞社内では「ゲームセットまで放送されない」ことに対する声が多かった。このため、2001年に読売新聞社側がNHKに対して試合の完全生中継を提案。2002年から地上波総合テレビで年10試合を、またBShiで年30試合を各々中継することを受諾した。
しかし、2004年の球界再編や更なるテレビ視聴率の低下などから、日本テレビによる民放独占の方針を改め、他局での中継譲渡も検討されるようになり、2005年5月21日開催の交流戦の対日本ハム戦（東京ドーム）が公式戦において日本テレビ以外の民放では初となるテレビ朝日系列全国ネットで中継された。2006年は、日本テレビの巨人主催試合中継は63試合（地方開催分を含む）に留まり、残り10試合（東京ドーム開催分）はNHK総合で5試合、テレビ朝日で3試合（2005年も1試合のみ中継）、更に以前から主催試合中継が懸念された系列局が少ないテレビ東京系列で2試合（BSジャパンでの同時放送により、系列局のない地域でも衛星受信機かケーブルテレビで視聴可能）が割り当てられ、遂に日本テレビ独占状態は完全崩壊となる。
テレビ朝日の中継参入の副産物として、過去に日本テレビからネット受けした経験のある朝日放送テレビ・名古屋テレビ・広島ホームテレビ・山形テレビについては、久々の巨人主催試合の放送となった。
その後、巨人主催試合の中継からテレビ朝日とテレビ東京が撤退するが、NHKは引き続き継続している。
以前からキー局の対巨人戦中継枠のうち一部を地元球団の試合に差し替えて中継する準キー局もあるが（中日新聞社が大株主の在名局であるCBCテレビや東海テレビによる中日戦中継など）、地方都市に本拠を置く球団の試合を地元テレビ局が巨人戦を差し替えて中継する例も増えている。
2022年のシーズンオフに行われた野球日本代表（侍ジャパン）がNPB球団と対戦する強化試合のうち、11月6日の対巨人戦は巨人のホームゲームの形式（巨人が後攻でホーム用ユニフォームを着用）で行われたが、主催が日本野球機構とNPBエンタープライズである上、日本テレビが第1回ワールド・ベースボール・クラシック限りで日本代表戦の中継から撤退していることも重なり、TBSテレビとBS-TBSが中継を行った。

### 開幕戦のテレビ中継
東京ドーム開業（1988年）以降の巨人主催の開幕試合は以下の通り。地上波では、基本的に日本テレビが試合前のセレモニーからの完全生中継（シーズン初戦の場合のみ）を行う。セレモニーでの国歌独唱や始球式は芸能人や有名スポーツ選手、その年話題となった人物などが務める場合が多い。
| 年月日    | 名前                   | 職業                                                                             | 球場と対戦相手（太字はシーズン初戦）    | 国歌独唱                   | アナウンサー |
| 1988/4/8  | 鈴木俊一               | 東京都知事（当時）                                                               | 東京ドーム（対ヤクルト）                | 佐藤しのぶ                 | 吉田填一郎   |
| 1989/4/8  | 鈴木俊一               | 東京都知事（当時）                                                               | 東京ドーム（対ヤクルト）                | 島田祐子                   | 小川光明     |
| 1990/4/7  | 鈴木俊一               | 東京都知事（当時）                                                               | 東京ドーム（対ヤクルト）                | ダーク・ダックス           | 小川光明     |
| 1991/4/6  | 古橋廣之進             | 元水泳選手・日本オリンピック委員会会長（当時）                                   | 東京ドーム（対中日）                    | 五十嵐喜芳                 | 山下末則     |
| 1992/4/7  | 宮沢りえ               | 女優                                                                             | 東京ドーム（対阪神）                    | 五十嵐喜芳                 | 吉田填一郎   |
| 1993/4/10 | 中山美穂               | 歌手・女優                                                                       | 東京ドーム（対横浜）                    | 東京消防庁 音楽隊          | 小川光明     |
| 1994/4/9  | 西田ひかる             | 歌手・タレント                                                                   | 東京ドーム（対広島）                    | 日野皓正                   | 小川光明     |
| 1995/4/7  | 内田有紀               | 女優                                                                             | 東京ドーム（対ヤクルト）                | 錦織健                     | 山下末則     |
| 1996/4/5  | 飯島直子               | 女優                                                                             | 東京ドーム（対阪神）                    | 北島三郎                   | 小川光明     |
| 1997/4/4  | 安室奈美恵             | 歌手（前年の日本レコード大賞受賞）                                               | 東京ドーム（対ヤクルト）                | 中丸三千繪                 | 山下末則     |
| 1998/4/7  | 吉川ひなの             | ファッションモデル・タレント                                                     | 東京ドーム（対広島）                    | 五十嵐麻利江               | 小川光明     |
| 1999/4/2  | 水野真紀               | 女優                                                                             | 東京ドーム（対阪神）                    | THE ALFEE                  | 小川光明     |
| 2000/3/31 | 大谷敬子               | 「国境なき医師団」代表（前年のノーベル平和賞受賞）                               | 東京ドーム（対広島）                    | 中居正広（SMAP）           | 小川光明     |
| 2001/3/30 | 川原亜矢子             | ファッションモデル                                                               | 東京ドーム（対阪神）                    | 藤井フミヤ                 | 吉田填一郎   |
| 2002/3/30 | 菊川怜                 | 女優                                                                             | 東京ドーム（対阪神）                    | 緑川まり                   | 船越雅史     |
| 2003/3/28 | 優香                   | タレント                                                                         | 東京ドーム（対中日）                    | 一路真輝                   | 船越雅史     |
| 2004/4/2  | 川上哲治               | 巨人OB                                                                           | 東京ドーム（対阪神）                    | 大地真央                   | 船越雅史     |
| 2005/4/1  | 安藤美姫               | フィギュアスケート選手                                                           | 東京ドーム（対広島）                    | D-51                       | 船越雅史     |
| 2006/3/31 | 萩本欽一               | タレント・茨城ゴールデンゴールズ監督（当時）                                     | 東京ドーム （対横浜）                   | 森麻季                     | 船越雅史     |
| 2007/4/3  | 末續慎吾               | 陸上選手                                                                         | 東京ドーム（対中日）                    | 秋川雅史                   | 村山喜彦     |
| 2008/4/1  | 白鵬翔                 | 第69代横綱                                                                       | 東京ドーム（対中日）                    | 松尾香世子                 | 河村亮       |
| 2009/4/3  | 上村愛子               | モーグル選手                                                                     | 東京ドーム （対広島）                   | 坂本朱                     | 村山喜彦     |
| 2010/3/26 | 長島圭一郎             | スピードスケート選手（バンクーバーオリンピック男子500m.銀メダリスト）            | 東京ドーム （対ヤクルト）               | 小川里美                   | 河村亮       |
| 2011/4/12 | 宇部市の少年野球選手   | 宇部市の少年野球選手                                                             | ユービーアールスタジアム（対ヤクルト）※ | 陸上自衛隊 音楽隊          | 平川健太郎   |
| 2012/3/30 | 藤原新                 | 陸上選手（ロンドンオリンピックマラソン男子日本代表）                             | 東京ドーム（対ヤクルト）                | AKB48                      | 平川健太郎   |
| 2013/3/29 | 坂田藤十郎             | 歌舞伎役者                                                                       | 東京ドーム（対広島）                    | 読売日本 交響楽団          | 蛯原哲       |
| 2014/3/28 | キャロライン・ケネディ | 駐日アメリカ合衆国大使                                                           | 東京ドーム（対阪神）                    | SMAP                       | 蛯原哲       |
| 2015/3/27 | 宇津木妙子             | 世界野球ソフトボール連盟理事（元ソフトボール日本代表監督）                       | 東京ドーム（対DeNA）                    | 和田アキ子                 | 蛯原哲       |
| 2016/3/25 | 桃田賢斗               | バドミントン選手                                                                 | 東京ドーム （対ヤクルト）               | 絢香                       | 河村亮       |
| 2017/3/31 | 清水希容               | 空手選手                                                                         | 東京ドーム （対中日）                   | 岡本知高                   | 平川健太郎   |
| 2018/3/30 | 設楽悠太               | 陸上選手（東京マラソン2018で2時間6分11秒を記録し、男子マラソンの日本記録を更新） | 東京ドーム （対阪神）                   | 乃木坂46                   | 田辺研一郎   |
| 2019/4/2  | 伊藤美誠               | 卓球選手                                                                         | 東京ドーム （対阪神）                   | ゴスペラーズ               | 田辺研一郎   |
| 2020/6/19 | なし                   | なし                                                                             | 東京ドーム （対阪神）                   | 読売日本 交響楽団 （録音） | 田辺研一郎   |
| 2021/3/26 | 木村敬一               | パラ水泳東京パラリンピック代表                                                   | 東京ドーム（対DeNA）                    | 読売日本 交響楽団 （録音） | 田辺研一郎   |
| 2022/3/25 | 冨田せな               | スノーボード選手（北京オリンピックスノーボード女子ハーフパイプ銅メダリスト）     | 東京ドーム（対中日）                    | miwa                       | 平川健太郎   |
| 2023/3/31 | 橋本環奈               | 女優                                                                             | 東京ドーム（対中日）                    | クリス・ハート             | 上重聡       |
| 2024/3/29 | 関蓮太郎               | 読売ジャイアンツU-15ジュニアユース選手                                           | 東京ドーム（対阪神）                    | BE:FIRST                   | 平川健太郎   |
| 2025/3/28 | 森保一                 | サッカー日本代表監督                                                             | 東京ドーム（対ヤクルト）                | DAIGO                      | 平川健太郎   |

※ 2011年は当初の予定ではハーバード大学教授のマイケル・サンデルに決定していたが、東日本大震災の影響で開幕が延期したことなどから変更した（当初の対戦相手は横浜だった）。国歌独唱も当初は和田アキ子が担当する予定だったが、上記の理由により取りやめとなった（和田アキ子の国歌独唱は2015年に実施）。
この試合は、BS日テレで、BS放送として初の試みとなる「3D映像中継」 を実施することが決まっており、BSでは試合開始から最大21:24まで3D、21:24以後も続いている場合は最大21:54まで通常の2D（地上波・CSでも同時中継だが、こちらは全編2D）で放送するという予定になっていたが、これも取り止めとなった。改めての開幕戦となった4月12日のヤクルト戦を含め、その年の3D中継は結局代替日への延期がなされず、2012年度以後も企画されていないため、事実上幻の企画となった。

### テレビ中継の延長放送
1984年に、対巨人戦の大半（優勝決定後の消化試合は除く）は最大30分の延長オプション（初期のテレビ朝日の中継では一定時間が経過すると試合展開の如何に関係なく自動的に30分延長となったが、現在は延長中でも試合が終了すればその時点で中継も終わる。ただし5分単位）を設定することが恒例とされた。日本テレビやフジテレビでは60分延長したことがあった（日本テレビの60分延長は初めは全試合だったが、後に土・日のみになった）。しかし、低下傾向であった視聴率が2005年度シーズンに於けるチーム低迷で更に低下したことで各テレビ局は以下の対応を行った。
フジテレビは2005年8月4日の対広島戦（テレビ新広島制作）から延長オプションを15分（21:09まで）に短縮し、1ヵ月後の9月からは延長オプションを廃止。それに追随してTBSテレビも2005年8月17日の対中日戦（中部日本放送制作）から延長オプションを30分から15分に短縮した。読売新聞系のテレビ局である日本テレビでも8月9日の対横浜戦から延長時間の見直しを行うことにし、30分延長の短縮は原則しないが、試合展開で一方的な大差がついた場合は定時、または延長途中での打ち切りも行うことにした。だが延長中止の基準がきちんと確立されているとは言えず、巨人リードの試合が打ち切られたケースもある。巨人の優勝が完全消滅した同年9月以後、全国ネットで放送予定されていた一部ビジターゲーム（雨天中止の予備日程が入った試合も含む）の全国ネット中継が取り止めとなり、対広島戦は広島県で、対中日戦は中京広域圏で、対阪神戦は近畿広域圏で各々生中継されたが、関東広域圏での放送は対広島戦と対中日戦は深夜の録画中継での放送に変更し、対阪神戦は放送されなかった。
2006年は開幕当初から2005年から引き続き延長時間を15分と設定している試合がある。同年も視聴率低迷は続き、4月27日の対広島戦を皮切りに交流戦の対オリックス戦、対西武戦、対楽天戦が放送されなかった（有料CSでは放送）が、6月はプライムタイムで中継されていた。視聴率低迷を受けてフジテレビは7月の対巨人戦3試合の中継の延長放送を、8月以後は地上波で放送する5試合の中継取り止めを何れも表明した。7月6日の対中日戦は日本テレビが「延長の可能性あり」と発表しつつも中継延長を取りやめ、以降の中継でも試合内容には関係なく延長は行われなかった。8月1日に日本テレビは「巨人の優勝の可能性が低いことや、中継後のレギュラー番組を楽しみにしている視聴者への配慮などを総合的に判断した（同局総合広報部）」としてテレビ中継の延長を原則行わないことを決め、同日の対阪神戦から日テレジータスでの完全生中継に変更した。
プロ野球中継の視聴率低下は中継そのものだけではなく、中継がない週のレギュラー番組の視聴率低下、更に中継延長による21時台以後の番組の遅延から視聴者離れが深刻になり、全体の番組編成に多大な影響を与える。これ以降、地上波の対巨人戦中継は延長のみならず中継そのものの廃止へと繋がってゆく。

### 地上波中継の取り止め
2005年9月2日の対広島戦（テレビ新広島制作）は編成の都合でテレビ新広島（生放送）･フジテレビ（深夜の録画中継）のみの放送に留めた。本来は7月10日開催予定だった試合が雨天中止になったため、この日に振替開催として組み込まれたが、スポンサーとの調整が付かなかったためであり、中継後のレギュラー番組が『金曜エンタテイメント』かつ内容が2夜連続であるため中継は避けたいという判断が働いたという見方もある。テレビ朝日系列でも8日にゴールデンタイムで放送する予定だった対ヤクルト戦をBS朝日での完全生中継に変更し、当初生中継を予定していた地上波は関東ローカルでの深夜の録画中継の放送に変更となった。19日からの対ヤクルト3連戦は延長なしとなり、23日からの対中日戦は中京広域圏では生中継で放送されたが、関東広域圏では深夜の録画中継での放送に変更となった。一方で28日の対阪神戦は朝日放送では放送されたが、テレビ朝日での生中継はおろか深夜の録画中継も一切放送されなかった。また、10月1日・2日の対横浜戦、4・5日の対広島戦はBS日テレとCSの日テレジータスでは生中継されたが、地上波では深夜の録画中継での放送に留まっている。
2006年4月はチームが好調だったにも関わらず視聴率は低迷し、4月27日の対広島戦は地上波広島ローカル・在京キー局系の無料BS放送では一切放送されず、生中継は有料CS放送のJ sports plusのみで行われた。先述のとおり対横浜戦、対中日戦、対広島戦の週末デーゲームと一部交流戦に関しても全国ネット中継を行わない試合が発生する事態となり、5月の交流戦の対楽天戦では、第2戦（テレビ朝日系列全国ネット）以外の地上波全国放送は無く、第3戦は宮城県ローカルでの地上波中継すら行われなかったが、これはこの試合が主催者側の親会社である楽天へのID登録によって視聴可能なインターネットサイト「楽天イーグルスTV」での生放送が行われていることも影響している。最終的にパ・リーグでは楽天だけが球団主催の対巨人戦3連戦全てを地上波で中継しなかった。
7月には視聴率低迷を受けてフジテレビは延長放送取り止めと8月以降の放映権を持つ試合は、有料CS放送のみで中継することを表明した。8月11日  - 13日、及び9月18日と19日の対広島戦の中継も広島県ローカルのみの放送となり、9月30日・10月1日の対広島戦、10月3日 - 5日の対横浜戦も地上波日本テレビでは録画中継を含め一切中継なし（対広島戦は広島県ローカル中継分も）という、日本テレビは巨人の主力スポンサーでありながら全国中継はおろか、地上波でも放映なしという異例の事態が起きた（いずれも衛星放送=BS日テレ・日テレジータスで放送）。その後10月10日の東京ドームでの中日優勝決定試合も日本テレビ系列での地上波中継は一切行われず、日本テレビならびに地元局の中京テレビに中日ファンから苦情の電話が殺到する事態を招いた。TBS系列でも延長放送を廃止し、放映権を持っていても地上波全国中継（地元局のみのローカル放送に変更）を行わず、無料BS放送のBS-i・有料CS放送のTBSニュースバードでの完全生中継に変更した。さらにテレビ朝日系列でも延長放送を廃止し、一部試合はBS朝日のみの放送に移行している。
2007年度はフジテレビ系列が最大15分、テレビ朝日系列が4月のみ最大15分、TBS系列は3月30日の開幕戦のみ試合終了まで、日本テレビ系列は4月3日 - 5日の東京ドームでの開幕3連戦のみ21:24まで各々延長するが、以降日本テレビ系列・TBS系列・テレビ朝日系列では延長放送は廃止され、対巨人戦は在京キー局系の無料BSデジタル放送での完全生中継（対戦相手チームの地元局のみで生中継〈延長なし〉もしくは深夜に録画中継の場合あり）に移行した。日本テレビでの主催試合の中継は42試合に減少し、残り試合はBS日テレに20試合、NHK総合やテレビ朝日・テレビ東京に計10試合が各々割り当てられた。8月24日 - 26日の対広島戦は広島県ローカルでの放送を含めた地上波はおろか、25・26日は無料BS放送での放送がなく、有料CS放送のJ SPORTSのみでの中継となった（24日はBS朝日がテレビ朝日・BS朝日制作で生中継。J SPORTSはBS朝日の映像にJ SPORTSの実況・解説を入れて録画放送した）。
日本テレビでの主催試合中継は、2008年は前年並みの41試合だったが、2009年以降はBS日テレ（日テレジータスでは主催全試合の完全生中継と深夜の録画中継を放送、阪神・広島主催は生中継のみ）で地上波同時放送を含めた52試合の生中継に拡大する一方で、地上波は26試合に減少した。一方で前年まで主催試合を放送していたテレビ朝日・テレビ東京は2008年を最後に中継から撤退した。TBSテレビでは2013年に巨人主催のオープン戦を生中継で放送しているが、実際は侍ジャパンの強化試合で、ホームチームだった巨人はビジター用のユニフォームを着用してプレーしている。
2010年にはBS日テレでは56試合（週末･祝日デーゲームでの地上波同時放送を含む）を、2011年以降は61試合（平日ナイターで地上波とのトップ&リレー中継5試合を含む）を中継する一方で、地上波は平日ナイターを減らし、比較的家族が視聴しやすい週末・祝日デーゲームを中心とした年22試合の中継に縮小した。
地上波のデーゲーム中継もナイター同様に全国ネットで放送されていたが、2014年以降の全国ネットは2試合のみとなり、残る試合は関東ローカルで放送することが発表された。2014年以降の地上波中継は年間20試合前後の放送となっており、このうち全国ネット中継は年7試合前後に限られている。なお、一部試合は各系列の無料BSデジタル放送でトップ&リレー中継が行われており、交流戦のパ・リーグ主催試合は完全中継することが多い。

### 優勝決定前後の中継における問題
かつて民放各局は巨人の優勝決定試合は通常より時間を大幅に延長して放送していた。2002年9月24日に巨人がリーグ優勝した際、試合中継を行っていたフジテレビが原監督の胴上げの瞬間を生中継するなど150分の中継延長を行い、視聴率は平均で29.1%、瞬間最高では42.9%に達したが、翌日以降は各局とも放送しなかった。当時は松井秀喜に最終戦まで三冠王の可能性があり（首位打者は獲得ならず）、最終戦に関しては翌朝ダイジェスト放送（最初にホームランシーンを5回流し、5打席連続ホームランで三冠王獲得、シーズンホームランタイ記録の55号達成!!というVTRを作って流した）という結果となったため巨人ファンがテレビ局に抗議するという問題も起きた。過去には巨人の優勝の可能性が消えたときには中継が行われなかった年度がある。
しかし、後番組が大幅に遅延して視聴者から苦情が殺到することも多くなったため、2004年以降は視聴率低迷により日本テレビでも主催試合の中継を大幅に削減している。巨人が5年ぶりの優勝が決まった2007年10月2日はNHK BS1とBS日テレ、日テレジータスでは完全生中継で放送したが、地上波日本テレビでは『踊る踊る踊る!さんま御殿!! トーク秋場所!超豪華どすこいSP!』を放送したため、番組内で胴上げをワイプ放送し、番組終了後の21時30分より10分間優勝決定シーンと監督インタビューを放送したところ、日本テレビには1000件の問い合わせが相次ぎ、その多くは苦情ではなく、『放送は本当にないのか?』という問い合わせだった。
試合がなく他力での優勝だったケースを除いて、巨人の優勝が地上波中継されなかったのは異例であるが、2006年の中日優勝試合も巨人の本拠地である東京ドームで、地上波放映権のあるはずの日本テレビはおろか中京テレビでも放映されず、中日ファンから苦情が相次いだ。その一方で、2016年9月10日の東京ドームで行われた広島優勝試合も日本テレビや広島テレビでは放映されなかったが、NHK総合テレビが地上波全国ネットで放送し、広島地区での平均視聴率は60.3%、瞬間最高視聴率は71%を各々記録した。
こうした事から2009年は優勝の可能性がある9月21日（月曜）、9月22日（火曜）、9月23日（水曜）の対中日戦の祝日デーゲーム3連戦が地上波全国ネットで放送された（リーグ優勝は9月23日に決定。この3連戦は巨人が全勝）。2012年9月21日の対ヤクルト戦は当初はBS日テレと日テレジータスのみの放送だったが、優勝マジックが1だったため、予定されていた『ネプ&イモトの世界番付2時間スペシャル』を1週延期して急遽地上波全国ネットで放送した。この日は巨人はヤクルトに6-4で勝利し3年ぶりのリーグ優勝を決めた。これ以降、巨人優勝決定試合の地上波全国放送は行われていない。
2013年はマジック1で迎えた9月21日の広島戦は当初日本テレビでは中継予定はなかったものの、予定されていた『世界一受けたい授業』2時間スペシャルを変更して急遽放送した（世界一受けたい授業は3週間後の10月12日に延期）が、この日巨人は敗れ優勝は決まらなかった。翌22日は、マジック対象チームの阪神がデーゲームで敗れ、ナイターの巨人は試合中に優勝が決まった（試合自体は2-1で広島に勝利）。このため、この日は地上波中継は行われなかった。
2014年9月26日･2019年9月21日は横浜スタジアムで、2024年9月28日はマツダスタジアムで各々リーグ優勝を決めたが、地上波中継（TBSテレビ）は行われず、東京ドームでリーグ優勝を決めた2020年10月30日も地上波（日本テレビ）では深夜の録画中継も含めて一切放送されなかった。

### クライマックスシリーズへの対応
2007年からはパ・リーグに続いてセ・リーグにもクライマックスシリーズが導入され、レギュラーシーズン優勝チームと日本選手権シリーズ出場チームが異なるかもしれないという事態となるが、中継権に関しては統括組織ではなくレギュラーシーズン同様に各球団に優先決定権がある。しかし、近年のプロ野球中継の視聴率低迷により地上波では巨人主催時の日本テレビとヤクルト・広島主催時のフジテレビ（一部試合）が全国放送する事例を除き、出場チームの地元局以外放送されない例が多い。

### 海外での放送
李承燁が在籍した2006年、韓国における日本テレビの友好協定先であるSBS傘下のスポーツ専門チャンネル「SBSスポーツチャンネル」にて中継が行われた。
2012年、台湾のケーブルテレビ局・東森電視の「超級テレビ」にて14試合中継された。
陽岱鋼が在籍した2017年、「緯来」と「愛爾達」にて主催全71試合が中継された。
2019年より米国の衛星放送「DIRECTV」にて開始した日本語テレビ放送「NIPPON TV Channel」でも中継を開始した。
2025年より台湾でもDAZNで中継。

## 関連記述
- DRAMATIC BASEBALL